# Windloch (Klöntal)
Das Windloch ist eine alpine Karsthöhle im Klöntal, Kanton Glarus, in der Schweiz. 
Das Windloch besteht aus einem grossen, teilweise aktiven Höhlenlabyrinth mit schönen Gangformen. Die vermessene Länge der Windloch-Höhle beträgt 8'000 m. Sie hat eine Vertikalausdehnung von 349 m. 